# Hyenia
Hyenia Nathorst (1914) es un género de Pteridophyta de porte herbáceo conocido a partir de sus restos fósiles aparecidos en rocas del Eifeliense y Givetiense del Devónico Medio en yacimientos de Alemania, Argentina, Bélgica, Estados Unidos y Noruega. Las especies pertenecientes a ete género se caracterizan por la presencia de un tallo postrado o rizoma del que emergían ramificaciones con filodios de inserción verticilada y esporangióforos en posición terminal.
Los primeros restos de este vegetal fueron recolectados en 1914 en la región de Hyenfjords en la costa occidental de Noruega, de donde toma su nombre el género Hyenia, advirtiéndose el gran parecido de los restos con los ya conocidos de Sphenophyllum, de ahí el epíteto sphenophylloides que se dio a la primera especie descrita. 
Unos restos muy similares fueron localizados en Elberfeld, Alemania, en 1925 por los investigadores Kräusel y Weyland junto a numerosos restos de Calamophyton y fueron en principio identificados con la especie tipo aunque posteriormente fueron asignados a Hyenia elegans . Existen dudas sobre que realmente Hyenia y Calamophyton fueran dos especies diferentes y no partes de un mismo vegetal, Hyenia en este caso por prioridad en el nombre, aunque a falta de pruebas se mantienen ambas.

## Morfología
Aunque son abundantes y conocidos en una docena de localidades los fósiles asignados a Hyenia son muy fragmentarios y gran parte de su anatomía y hábito son desconocidos. Los ejemplares mejor conservados presentaban unos largos ejes de 19,5 centímetros de longitud y 8 centímetros de diámetro en el mejor de los casos con un cilindro vascular de tipo polistélico similar al de Equisetum y que bifurcan en ejes de igual grosor. Estos ejes fueron interpretados por los investigadores Kräusel y Weyland sobre la base de lo observado en unos restos muy similares que fueron localizados en Elberfeld (Alemania) como rizomas horizontales o tallos postrados aunque no se han observado en ellos rizoides ni otra estructura similar.
Emergiendo de esos ejes, verticalmente si se asume que eran efectivamente rizomas, aparecen unas ramificaciones de base engrosada y con marcadas nervaduras o acanaladuras longitudinales. La surgencia de los ejes verticales tenía lugar en zonas concretas del rizoma tanto de su cara dorsal como deen la lateral de modo que de un mismo punto, que podría corresponderse a un nudo, parecían crecer entre tres y cinco ejes y tras una leve curvatura se alineaban todas entre sí. Las ramificaciones poseían un cilindro vascular con haces de xilema de sección en V y aunque en los primeros fósiles no se observó estos ejes verticales dicotomizaban varias veces.
A lo largo del eje e insertadas en ángulo agudo aparecían numerosos apéndices digitales a filiformes, o filodios, que podían bifurcar entre una y tres veces en diferentes planos y que alcanzaban un tamaño de entre 10 y 20 milímetros. En la zona inferior de los ejes verticales los apéndices filiformes se encontraban insertados en verticilos de entre cuatro y seis unidades, con un espaciamiento de aproximadamente 8 milímetros entre cada verticilo. A medida que ascendían en el eje la inserción en verticilos de los apéndices se hacía menos evidente.
En las zonas distales de las ramificaciones verticales se encontraban los esporangióforos, las unidades reproductivas de este vegetal. Ocupaban las secciones terminales de las últimas bifurcaciones con una última dicotomización acabada en un corto eje que se curvaba para portar varios grupos de entre uno y tres esporangios, más comúnmente dos, junto a varias extensiones filiformes similares a las de las ramificaciones vegetativas. Los esporangios de Hyenia se encontraban insertados lateralmente en los tallos terminales, tenían forma ovalada con entre 1,8 a 3,1 milímetros de longitud y entre 0,6 a 0,9 milímetros de anchura en Hyenia elegans y no presentaban un mecanismo de dehiscencia evidente.